# 新井浩
新井 浩（あらい ひろし、1961年 - ）は、日本の教育学者である。福島大学教授。専門は美術史、美術教育、彫刻。

## 来歴・人物
1983年、埼玉大学教育学部卒業。1994年、上越教育大学大学院学校教育研究科修士課程修了。1999年、福島大学人間発達文化学類助教授。2008年より、福島大学教授。

## 論文
- 「痕跡の彫刻のゆくえ―戦後イタリアの彫刻紹介 50年目の再検証」（『福島大学論集』人文科学部門 (73) /, 2002年）
- 「食と造形をめぐって」（『美食文化』, 50/, 18/, 2000年）
- 「興福寺板彫十二神将像の木目」（『大学美術教育学会誌』, 27/, 55/, 1994年）
- 「美術的活動を通じての人間発達について」（『埼玉県高等学校美術工芸教育研究会研究集録』, 10/, 1989年）

## 芸術活動
- 1985年 - 第60回国展新海賞 東京都美術館「幸福な人々」
- 1986年 - 第61回国展野鳥賞 東京都美術館「星辰」
- 1996年 - 第70回国展会友優作賞 東京都美術館「言葉を紡ぐ森」
- 1999年 - 第34回昭和会展優秀賞 日動画廊「ためいきのかたち―ちえ」
- 2000年 - 国画会彫刻部企画京都青蓮院展 「古寺と現代彫刻の融合」 京都府、青蓮院
- 2001年 - 21世紀を担う作家たち展（アートミュージアムギンザ）、個展（米沢市 ギャラリーパセオ）
- 2003年 - 日本におけるイタリア展（長野市）、越後妻有アートトリエンナーレ
- 2004年 - 桜の森彫刻コンクール 大賞、個展（日本橋 三越本店）
- 2006年 - 個展（福島市 おおつき画廊）、問いかけるカタチ展（二本松市 あだたら高原美術館）、第10回記念那須野が原国際彫刻シンポジウム、京都清水寺「現代彫刻の祈り」展
- 2007年 - 個展（須賀川市 ギャラリーマスガ）
- 2008年 - 個展（日本橋三越本店）
- 2009年 - 福島大学吾峰同窓会120周年記念モニュメント設置。
- 2010年 - 上杉景勝・直江兼続両像を制作。
- 2011年 - 同ブロンズ像上杉神社に設置。個展（米沢市 ギャラリーパセオ）